# Okręg wyborczy nr 56 do Sejmu Polskiej Rzeczypospolitej Ludowej (1989–1991)
Okręg wyborczy nr 56 do Sejmu Polskiej Rzeczypospolitej Ludowej (1989–1991) obejmował Kraśnik oraz gminy Bełżyce, Borzechów, Bychawa, Chodel, Dzierzkowice, Józefów, Karczmiska, Kraśnik (gmina wiejska), Łaziska, Niedrzwica Duża, Opole Lubelskie, Poniatowa, Strzyżewice, Urzędów, Wilkołaz, Wojciechów i Zakrzówek (województwo lubelskie). W ówczesnym kształcie został utworzony w 1989. Wybieranych było w nim 3 posłów w systemie większościowym.
Siedzibą okręgowej komisji wyborczej był Kraśnik.

## Wybory parlamentarne 1989

### Mandat nr 221 –Polska Zjednoczona Partia Robotnicza
| Kandydat | I tura | I tura | II tura | II tura |
| Kandydat | Głosów | %      | Głosów  | %       |
| --- | ------ | ------ | ------- | ------- |
| Irena Gil | 14 151 | 19,93  | 7869    | 42,35   |
| Zdzisław Szymczyk                                                                                             | 13 539 | 19,07  | 7411    | 39,89   |
| Stanisław Dworak                                                                                              | 6087   | 8,57   | —       | —       |
| Liczba głosów ważnych: 71 001 (I tura) • 18 580 (II tura) Źródło: Państwowa Komisja Wyborcza I tura i II tura |        |        |         |         |

### Mandat nr 222 – bezpartyjny
| Kandydat                                                         | Głosów | %     |
| ---------------------------------------------------------------- | ------ | ----- |
| Zygmunt Łupina                                                   | 55 808 | 79,32 |
| Janusz Aleksandrowicz                                            | 5839   | 8,30  |
| Jadwiga Trynkiewicz                                              | 3834   | 5,45  |
| Aleksander Widz                                                  | 3056   | 4,34  |
| Liczba głosów ważnych: 70 362 Źródło: Państwowa Komisja Wyborcza |        |       |

### Mandat nr 444 –Polska Zjednoczona Partia Robotnicza
| Kandydat                                                         | Głosów | %     |
| ---------------------------------------------------------------- | ------ | ----- |
| Antoni Pieniążek                                                 | 9819   | 53,08 |
| Henryk Domżał                                                    | 4565   | 24,68 |
| Liczba głosów ważnych: 18 499 Źródło: Państwowa Komisja Wyborcza |        |       |